# Гудьонсен, Андри
Андри Лукас Гудьонсен (исл. Andri Lucas Guðjohnsen; родился 29 января 2002) — исландский футболист, нападающий бельгийского клуба «Гент» и национальной сборной Исландии.

## Клубная карьера
Выступал за молодёжные команды испанских клубов «Барселона», «Гава», «Эспаньол» и «Реал Мадрид».
29 августа 2021 года дебютировал в составе клуба «Реал Мадрид Кастилья» (резервной команды клуба «Реал Мадрид») в матче против «Линенсе».
22 июля 2022 года перешёл в шведский клуб «Норрчёпинг».
В августе 2023 года отправился в аренду в датский клуб «Люнгбю», в арендное соглашение включена опция выкупа.

## Карьера в сборной
2 сентября 2021 года дебютировал за сборную Исландии в матче против сборной Румынии. 5 сентября 2021 года забил свой первый гол за сборную Исландии в матче против сборной Северной Македонии.

## Личная жизнь
Родился в футбольной семье. Его дед, Арнор, и отец, Эйдур, были профессиональным футболистами.